# Campeonato Mundial de Ciclismo en Ruta de 2009
El LXXVI Campeonato Mundial de Ciclismo en Ruta se realizó en la localidad de Mendrisio (Suiza) entre el 23 y el 27 de septiembre de 2009, bajo la organización de la Unión Ciclista Internacional (UCI) y la Asociación Ciclista de Suiza. 
El campeonato constó de carreras en las especialidades de contrarreloj y de ruta, en las divisiones élite masculino, élite femenino y masculino sub-23; en total se otorgaron seis títulos de campeón.

## Resultados

### Masculino
- Contrarreloj

| Puesto | Ciclista          | País     | Tiempo     |
| ------ | ----------------- | -------- | ---------- |
| Oro    | Fabian Cancellara | Suiza    | 57:55,54   |
| Plata  | Gustav Larsson    | Suecia   | 59:22,87   |
| Bronce | Tony Martin       | Alemania | 1:00:25,92 |

- Ruta

| Puesto | Ciclista          | País      | Tiempo  |
| ------ | ----------------- | --------- | ------- |
| Oro    | Cadel Evans       | Australia | 6:56:26 |
| Plata  | Alexandr Kolobnev | Rusia     | 6:56:53 |
| Bronce | Joaquim Rodríguez | España    | 6:56:53 |

### Femenino
- Contrarreloj

| Puesto | Ciclista          | País           | Tiempo   |
| ------ | ----------------- | -------------- | -------- |
| Oro    | Kristin Armstrong | Estados Unidos | 35:26,09 |
| Plata  | Noemi Cantele     | Italia         | 36:21,10 |
| Bronce | Linda Villumsen   | Dinamarca      | 36:24,34 |

- Ruta

| Puesto | Ciclista        | País         | Tiempo  |
| ------ | --------------- | ------------ | ------- |
| Oro    | Tatiana Guderzo | Italia       | 3:33,25 |
| Plata  | Marianne Vos    | Países Bajos | 3:33,44 |
| Bronce | Noemi Cantele   | Italia       | 3:33,44 |

### Sub-23
- Contrarreloj

| Puesto | Ciclista        | País      | Tiempo   |
| ------ | --------------- | --------- | -------- |
| Oro    | Jack Bobridge   | Australia | 40:44,79 |
| Plata  | Nélson Oliveira | Portugal  | 41:03,52 |
| Bronce | Patrick Gretsch | Alemania  | 41:12,45 |

- Ruta

| Puesto | Ciclista                | País     | Tiempo  |
| ------ | ----------------------- | -------- | ------- |
| Oro    | Romain Sicard           | Francia  | 4:41:54 |
| Plata  | Carlos Alberto Betancur | Colombia | 4:42:21 |
| Bronce | Egor Silin              | Rusia    | 4:42:21 |

## Medallero
| Núm. | País           | Oro | Plata | Bronce | Total |
| ---- | -------------- | --- | ----- | ------ | ----- |
| 1    | Australia      | 2   | 0     | 0      | 2     |
| 2    | Italia         | 1   | 1     | 1      | 3     |
| 3    | Estados Unidos | 1   | 0     | 0      | 1     |
|      | Francia        | 1   | 0     | 0      | 1     |
|      | Suiza          | 1   | 0     | 0      | 1     |
| 6    | Rusia          | 0   | 1     | 1      | 2     |
| 7    | Colombia       | 0   | 1     | 0      | 1     |
|      | Países Bajos   | 0   | 1     | 0      | 1     |
|      | Portugal       | 0   | 1     | 0      | 1     |
|      | Suecia         | 0   | 1     | 0      | 1     |
| 11   | Alemania       | 0   | 0     | 2      | 2     |
| 12   | Dinamarca      | 0   | 0     | 1      | 1     |
|      | España         | 0   | 0     | 1      | 1     |
|      | TOTAL          | 6   | 6     | 6      | 18    |